# マリア・ディ・カラブリア
マリア・ディ・カラブリア（イタリア語：Maria di Calabria, 1329年5月6日 - 1366年5月20日）は、ナポリ王国の王女。ナポリ女王ジョヴァンナ1世の妹。

## 生涯

### 生い立ち
マリアはカラブリア公カルロ（ナポリ王ロベルト1世の長男）とマリー・ド・ヴァロワ（フランス王フィリップ6世の異母妹）の間の娘である。マリアは父カルロの死から6か月後に生まれた。マリアが生まれたとき、3人の姉と1人の兄のうち、唯一ジョヴァンナのみが生存していた。2年後の1331年10月23日に母マリーがバーリへの巡礼の途中で、幼いマリアとナポリ王継であった姉ジョヴァンナをのこして死去した。マリアとジョヴァンナは祖父ロベルト1世の王宮で育てられた。
1332年6月30日の教皇勅書により、マリアと姉ジョヴァンナはハンガリー王カーロイ1世の息子たちと結婚するように命じられた。姉ジョヴァンナはアンドラーシュと、マリアはアンドラーシュの兄でハンガリー王継であったラヨシュとそれぞれ婚約した。しかしこの婚約には、もしジョヴァンナが結婚前に死去した場合は、マリアはアンドラーシュと結婚するという条件がつけられていた。このようにロベルト1世は、ナポリ王位から排除された兄の子孫と和解することを望んでいた。
マリアの祖父ロベルト1世は1343年1月20日に死去した。ロベルト1世の遺言に従い、ジョヴァンナがナポリ王位を継承し、マリアはアルバ女伯領と膨大な遺産を与えられただけでなく、ハンガリー王継ラヨシュとの婚約が確認され、もしラヨシュとの結婚が成立しなかった場合は、フランス王継であるノルマンディー公ジャンと結婚するとした（実際にはジャンはすでに1332年に結婚していた）。

### 最初の結婚
しかし、祖父ロベルト1世の死後まもなく、マリアはドゥラッツォ公ジョヴァンニの未亡人アニェス・ド・ペリゴールに誘拐され、アニェスはマリアと自らの息子カルロとの結婚を決めた。結婚式は1343年4月21日に行われた。マリアは14歳、カルロは20歳であった。2人の間には5子が生まれた。
- ルイージ（1343年12月 - 1344年1月14日）
- ジョヴァンナ（1344年 - 1387年） - ドゥラッツォ女公、1366年にボーモン＝ル＝ロジェ伯ルイ・ド・ナヴァールと結婚、次にウー伯ロベール4世と結婚
- アニェーゼ（1345年 - 1388年） - 1363年6月6日にヴェローナの支配者カンシニョーリオ・デッラ・スカラと結婚、1382年にターラント公およびラテン皇帝ジャック・デ・ボーと結婚
- クレメンティーナ（1346年 - 1363年）
- マルゲリータ（1347年 - 1412年） - 1368年に後にナポリ王となるグラヴィーナ伯カルロ・ディ・ドゥラッツォと結婚

マリアとカルロは、姉ジョヴァンナとその2番目の夫ターラント公ルイージと対立する派閥を率いた。1348年1月15日、カルロはナポリ王国の中将および総督とされた。ハンガリー王ラヨシュ1世のナポリ侵略に直面したナポリ女王ジョヴァンナとルイージが逃亡した時、カルロは権力を手に入れる機会を得た。しかしカルロは数日後にはアヴェルサ近くでハンガリー人に捕らえられた。1348年1月23日、サン・ピエトロ・ア・マイエッラ教会の前でカルロは斬首された。マリアは19歳で未亡人となった。

## 2度目の結婚
カルロが殺害されたことにより、マリアはナポリからアヴィニョンに逃亡し、教皇クレメンス6世に助けを求めた。1348年、黒死病がイタリア半島を襲い、ハンガリー王とその軍の大半は、蔓延する伝染病から逃れるためにハンガリーへの帰還を余儀なくされた。マリアはナポリに戻り、卵城（カステル・デローヴォ）に落ち着いた。
『Chronicle of Parthénope』によると、ハンガリー王ラヨシュ1世は最初の南イタリア遠征の際にマリアを監禁し、マリアに求婚したという。1350年夏のアヴェルサ包囲の間に、ラヨシュ1世はマリアの使節にトレントラ＝ドゥチェンタ近くで会い、ラヨシュ1世とマリアとの結婚が決まったという。しかし、結婚式が行われる前に、マリアはアヴェッリーノ伯ウゴーネ4世・デル・バルツォに再び誘拐され、ウゴーネ4世の長男で嗣子のロベルトと結婚させられた。2人の間に子供は生まれなかった。
アヴェッリーノ伯ウゴーネ4世は1351年にマリアの義兄ターラント公ルイージの命で殺害された。2年後の1353年、マリアはハンガリー王ラヨシュ1世に救出された。夫ロベルトは捕らえられ卵城に監禁され、マリアの命により殺害された。マリアは直接その殺害を目撃していたと伝えられている。

### 3度目の結婚
2番目の夫ロベルトの死後間もなく、マリアは義兄ターラント公ルイージにより再び監禁され、1355年4月のルイージの弟フィリッポ2世との結婚後に釈放された。マリアとフィリッポ2世との間には以下の早世した3男が生まれ、1362年と1366年にそれぞれ男子を死産している。
- フィリッポ（1356年生）
- カルロ（1358年生）
- フィリッポ（1360年生）

1364年、フィリッポ2世は兄ロベルトの死により名目上のラテン皇帝、アカイア公およびターラント公の位を継承した。
祖父ロベルト1世は遺言で、マリアの姉ジョヴァンナ1世が嗣子なく死去した場合は、マリアの子孫をナポリ王位の継承者とするとしていた。1366年にマリアが死去したとき、マリアの3人の娘に王位継承権が引き継がれ、最終的に末娘マルゲリータの夫カルロが1382年にカルロ・ディ・ドゥラッツォとしてナポリ王となった。マリアは37歳で恐らく出産時の合併症により死去し、ナポリのサンタ・キアラ教会に埋葬された。